# Lord Chamberlain's Men
Lord Chamberlain's Men var ett engelskt teatersällskap, verksamt mellan 1594 och 1642.  Det är berömt som det sällskap William Shakespeare skrev sina pjäser för, och som länge hade monopol på att uppföra hans verk. Det kallades Lord Hunsdon's Men 1596-1597, åter Lord Chamberlain's Men 1597-1603 och King's Men 1603-1642.

## Historik
Lord Chamberlain's Men bildades år 1594 under beskydd av Henry Carey, 1:e baron Hunsdon, som då hade ansvar för underhållningen vid drottning Elisabet I:s hov; han hade titeln Lord Chamberlain, och därför fick teatersällskapet namnet Lord Chamberlain's Men. Det innehöll endast manliga skådespelare, då kvinnliga skådespelare var förbjudna i England under denna tid. 
År 1596 kom sällskapet att beskyddas av George Carey, 2:a baron Hunsdon, som inte var Lord Chamberlain, och det kallades därför 
Lord Hunsdon's Men fram till att han året därpå fick titeln. När Jakob I av England blev dess beskyddare 1603 antog det namnet King's Men, som det sedan behöll. 
Shakespeare var anställd för att skriva pjäser till sällskapet, och det fick monopol på att uppföra hans pjäser. 
Under engelska inbördeskriget motarbetades teatern i England av puritanerna och sällskapet upplöstes.